# Métal natif
Un métal natif est un corps minéral à structure métallique, soit dans un sens restreint un corps simple métal formé essentiellement d'un seul élément chimique, soit dans un sens étendu un alliage caractérisé par quelques éléments chimiques associés, suffisamment pur(s), à l'état de corps simples, en théorie non combinés chimiquement, qui est naturellement présent dans la croûte terrestre ou dans d'autres environnements naturels tels que les météorites et les corps célestes

## Quelques exemples

### Or
L'or natif est le plus connu des métaux natifs. L'or extrait des mines apparaît la plupart du temps sous forme de pépites, de veines ou de filaments, tous solides. C'est le plus souvent de l'or natif qui est emprisonné dans une matrice de pierre ou de fins grains d'or mélangés à des sédiments ou liés à de la pierre.

### Argent
L'argent natif et ses alliages naturels peuvent être trouvé en masses considérables, qui constituaient une ressource minière de premier choix pour l'obtention de ce métal durant l'Antiquité. Comme l'or, il a eu une vocation monétaire précoce.

### Cuivre
Une ancienne civilisation nord-américaine a profité de vastes dépôts de cuivre natif pour fabriquer des armes, des outils et des objets décoratifs. Elle était établie près du lac Supérieur, où elle avait découvert ces différents dépôts. Elle a extrait du cuivre entre -6000 et -3000. Le cuivre était plus utile que l'or parce qu'il est plus rigide, et relativement facile à façonner par un simple martelage attesté dès l'âge de pierre, au contraire du fer météorique.

### Étain, zinc, mercure
L'étain natif est un métal natif rare. Mais il a joué un rôle considérablement dans l'avènement des techniques chalcolithiques. Le zinc natif est aussi reconnu comme faisant partie de la tradition immémoriale du mineur antique ou préhistorique.
Le mercure natif est connu sûrement depuis 2 500 ans, et sans doute depuis 4 500 ans.

### Platine et platinoïdes
Le platine, avant qu'il soit extrait de minerai tirés par exemple des mines sud-africaines, colombiennes et russes, l'a été souvent sous forme de pépites ou de petits grains dans des dépôts placer. La matière platine natif assez souvent trouvée, peut en être une variante minérale, le polyxène, solution solide de platine avec une moindre quantité de fer, de l'iridium, de l'osmium ou du palladium. 
Parmi les platinoïdes, notons les minéraux iridium, palladium, le rhodium, le ruthénium et osmium, et également l'osmiridium...

### Fer-nickel
Il y a très peu d'endroits sur Terre où se trouve du fer natif seul. La majeure partie du fer natif sur Terre est du fer météorique (provenant de météorites). Ces météorites se sont formées voici plusieurs millions ou centaines de millions d'années, par fragmentation après impacts entre corps astéroïdaux initiaux plus grands et différenciés (pierre/métal) remontant quant à eux aux origines du Système solaire, qui sont demeurées presque intactes dans le vide interplanétaire et sont tombées sur Terre. Les météorites métalliques sont principalement composées d'alliages de fer-nickel : taénite (qui contient beaucoup de nickel) et kamacite (qui contient peu de nickel). On trouve aussi du fer natif d'origine terrestre dans des contextes extrêmement réducteurs, notamment là où du magma a envahi un gisement de charbon ou de lignite comme à Uivfaq sur l’île de Disko (Groenland) ou à Bühl près de Cassel (Land de Hesse, Allemagne).
N'oublions pas non plus le nickel, le chrome, le titane ; ainsi que le cobalt natif à grains micrométriques. Toutefois, ce dernier n'est pas encore reconnu comme espèce minérale, n'ayant pas été proposé.

### Autres métaux natifs
Les autres métaux natifs sont présents sur Terre en très petites quantités ou seulement dans certaines curiosités géologiques précises. Par exemple, le cadmium métallique a été découvert après 1978 en deux endroits seulement avant 1985 (entre autres, dans un bassin où passe la rivière Vilyuy en Sibérie). Du molybdène cubique a été trouvé dans le régolithe lunaire et près du volcan Koriakski, en Russie alors que du molybdène hexagonal, avec du rhénium hexagonal souvent allié à des platinoïdes, existe dans la météorite Allende tombée dans le désert de Chihuahua. Du cérium, de l'ytterbium, du rhénium et du zinc sont aussi attestés dans le régolithe lunaire,. Du vanadium a été découvert parmi les sublimés des fumerolles du volcan Colima, au Mexique, du plomb natif a été identifié à Långban et de l'aluminium natif a été trouvé dans des sédiments de la mer de Chine méridionale. L'indium natif n'est bien reconnu que dans une dizaine de sites sur la Terre, en plus de deux sites sur la Lune. Le magnésium en très fines plaquettes hexagonales a été trouvé dans quelques sites miniers en Russie et en Australie.

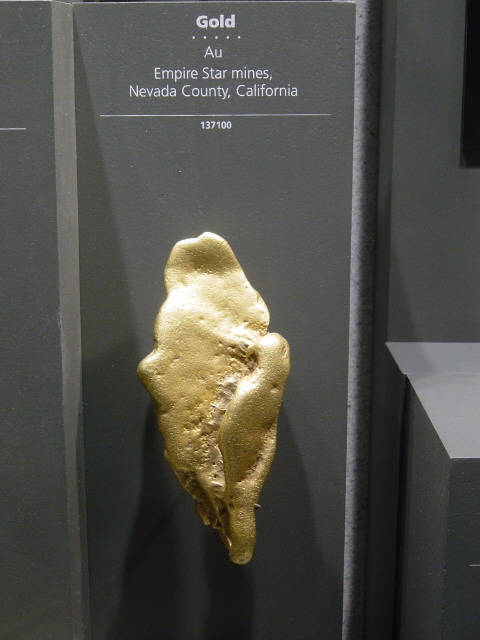
Or natif
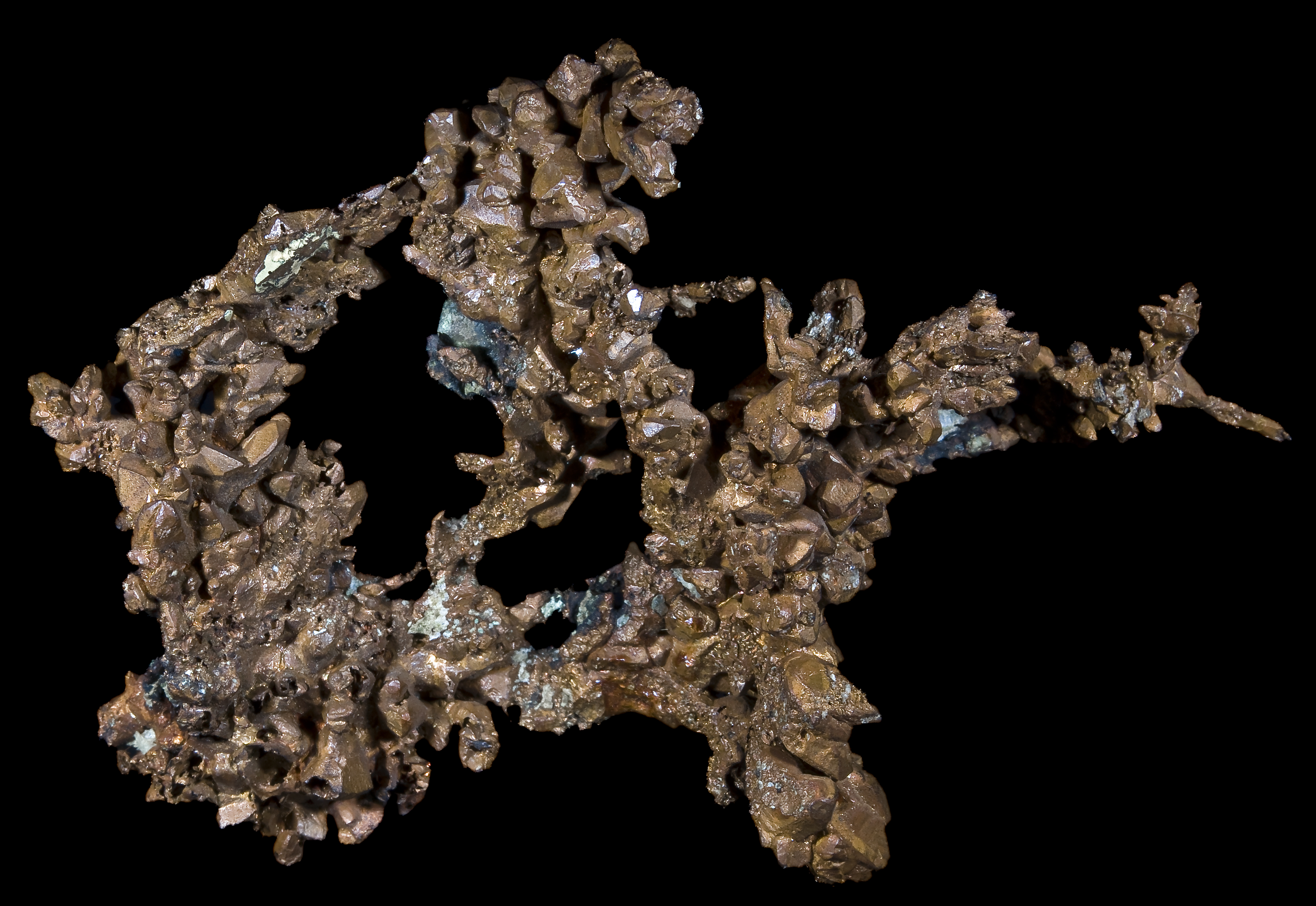
Cuivre natif - Lac Michigan (États-Unis)
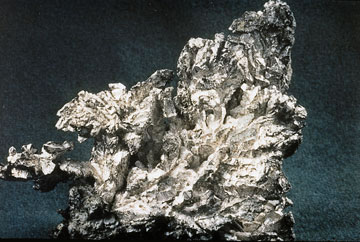
Argent natif
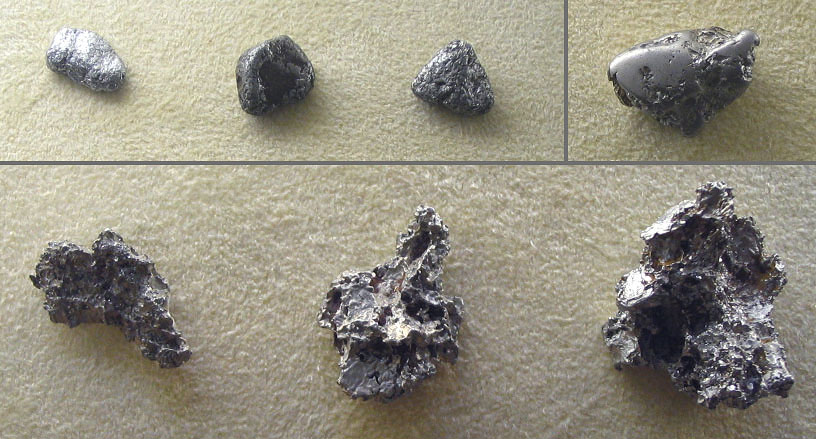
Platine natif
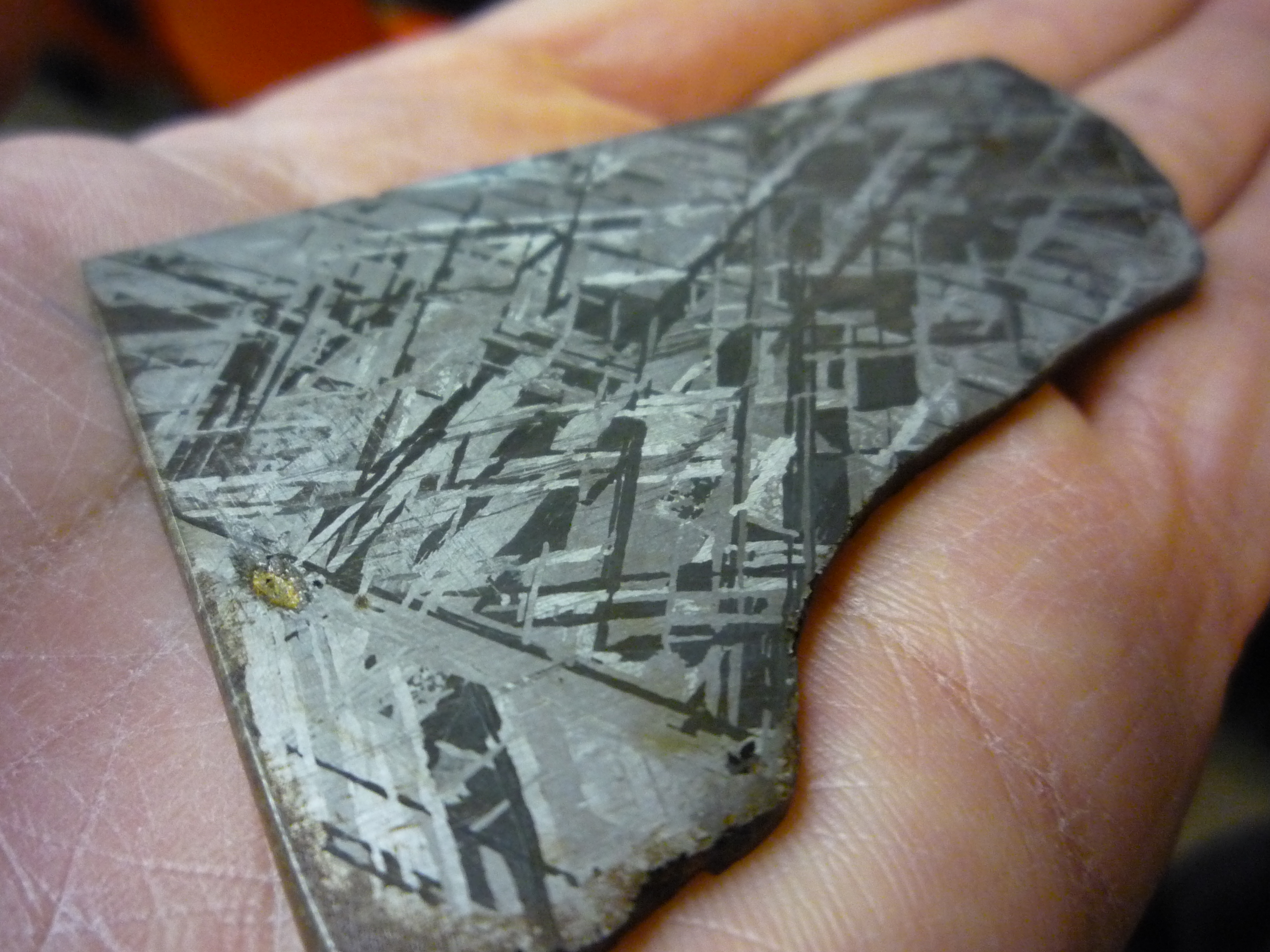
Météorite de fer-nickel
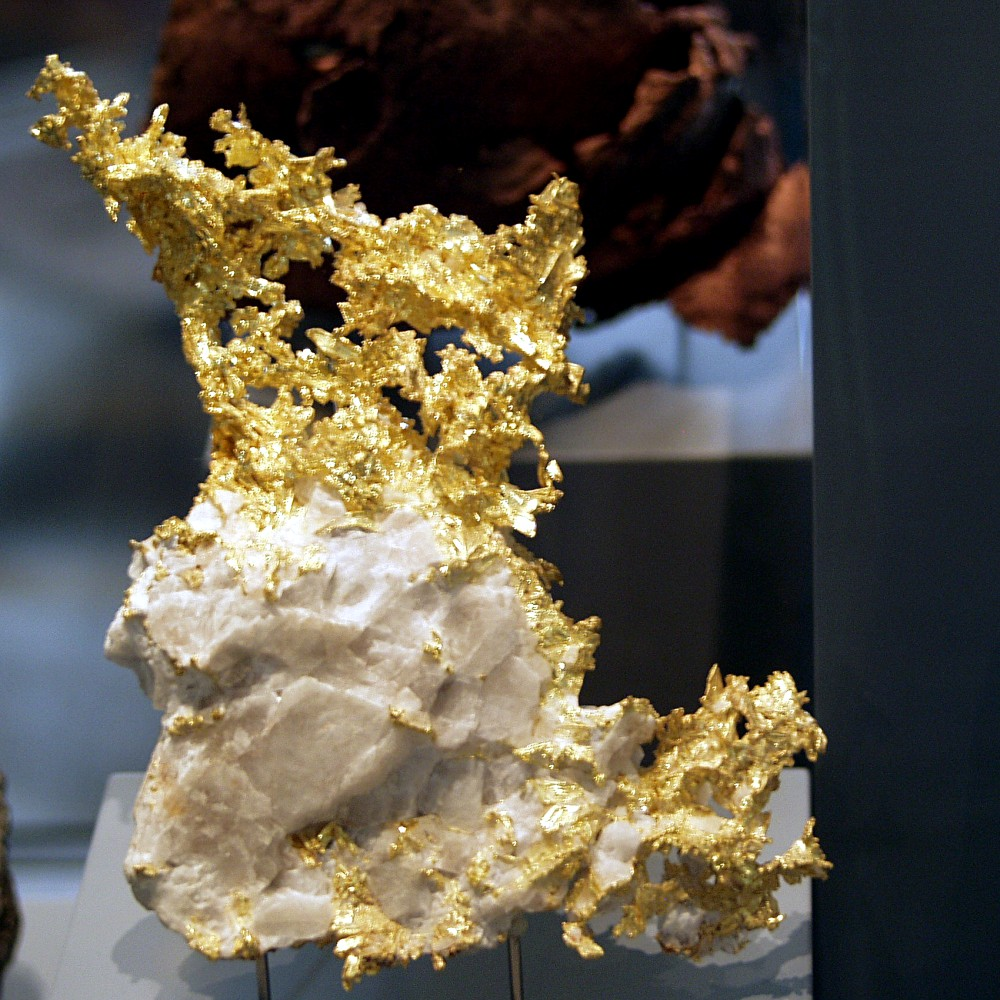
Or natif en partie enfermé dans du quartz

### Liens  externes
- (en) « Minerals and Mineralogy »(Archive.org • Wikiwix • Archive.is • Google • Que faire ?)
- (en) « Extraction of Metals »
- (en) « Native Metal »